# Bajor Zsófia cseh királyné
Bajor Zsófia (1376 –  1425. szeptember 26.) német és cseh királyné, Zsigmond magyar király sógornője és régens helytartója a csehországi trónra lépte után. 

## Élete
II. (Wittelsbach) János bajor herceg és Görzi Katalin grófnő harmadik gyermeke és egyetlen leánya. A szülők 1372-ben házasodtak össze.
Apai nagyszülők: II. István bajor herceg és első hitvese, Szicíliai Erzsébet királyi hercegnő
Anyai nagyszülők: VI. Menyhért görzi gróf és első neje, Pfannbergi Katalin grófnő
Édestestvérei:
- Ernő (1373 – 1438. július 2.), 1397-től, I. Ernő néven Bajorország következő hercege, aki 1395. január 26-án nőül vette a körülbelül 21 éves Visconti Erzsébet milánó-i nemeshölgyet. 37 évig tartó frigyükből négy gyermek jött világra, Albert, Beatrix, Erzsébet és Amália. Ernőnek ezen kívül még született három fattyú gyermeke is.
- Vilmos (1375 – 1435. szeptember 12.), aki III. Vilmos néven, fivérével együtt kormányozta a bajor hercegséget apjuk halála után, s aki Kleve Margit hercegnőt vette nőül. Házasságukból két fiúgyermek született, Adolf és Vilmos, ám Adolf sajnos csak hét évet élt, Vilmos pedig még csecsemőként elhunyt.

Féltestvére (apja törvénytelen gyermeke): 
- Grünwalder János (1393 – 1452), ő később Freising püspöke, majd pedig bíborosa lett

Zsófia az apai nagybátyja, Frigyes bajor herceg felügyelete alatt nevelkedett, Landshutban. A hercegnő a kor szokásaival ellentétben megtanult vadászni, s később is egyik fő kedvtelése volt ez a sport. 1388-ban Frigyes Prágába vitte unokahúgát, ahol megkezdődtek a diplomáciai tárgyalások Zsófia kiházasítását illetően. Kérőként azonnal jelentkezett az özvegy, ámde gyermektelen, körülbelül 27 éves IV. Vencel cseh király. A végső megegyezés létrejöttekor Zsófia édesapját Frigyes képviselte.
1389. május 2-án, Prágában a hercegnő nőül ment Vencelhez. Az esküvő szertartást valószínűleg a király kancellárja, Jenštejni János püspök celebrálta. Az uralkodó heves vitába keveredett Prága érsekével, mert az valamiért vonakodott volna megkoronázni az újdonsült királynét, ugyanis egy uralkodó feleségét csak egy ilyen magas egyházi méltóságnak volt joga megkoronázni.
Habár a korabeli feljegyzések szerint a harminc évig tartó frigy boldognak volt nevezhető, gyermek sajnos mégsem született belőle, így Vencel igen nehéz helyzetbe került a trónutódlást illetően. Furcsa módon Zsófia gazdasági téren igen tehetségesnek bizonyult. Felkelés robbant ki férje ellen, mely során a királyt a lázadók bebörtönözték, ezért a királyné 1402-től 1403-ig kénytelen volt Hradec Králové városába visszavonulni. Az asszony, akárcsak hitvese, kedvelte Husz János prédikációit, s a férfi kettejük védelme alatt állt.
Azonban amikor pápa 1410-ben betiltotta Husz vallási ténykedéseit, akkor már a cseh királyi pár is megvonta tőle bizalmát és feltétlen támogatását. Öt évvel később, amikor a prédikátort mint eretneket máglyán megégették, Zsófia azt mondta, ha nem így történt volna, bosszúból a férfi minden bizonnyal lázadást szított volna ellene és férje ellen. 1419-ben Zsófia megözvegyült. Attól félt, hogy mint gyermektelen, özvegy királynét, durva módon űzik el őt a cseh nemesek a királyságból, ezért sógora, Luxemburg-i Zsigmond magyar király védelmét kérte, akit cserébe támogatott mint cseh trónkövetelőt.
Egy rövid időszakra Zsófia lett a Cseh Királyság hivatalos régense. 1419 októberében a cseh nemesek aláírtak egy szerződést, melyben védelmükről és hűségükről biztosították az özvegyet, ám az asszony mégis nemsokára elveszítette ideiglenes régensi szerepkörét. Az a hír járta akkoriban, hogy Zsófia és Zsigmond viszonyt folytattak egymással, egy másik pletyka szerint azonban az asszony a háromszoros özvegy, egy gyermekes II. (Jagelló) Ulászló lengyel királyhoz akart hozzámenni feleségül.
Ulászló végül mást vett nőül, Zsófia pedig özvegy maradt. 1425. szeptember 26-án, 48-49 évesen halt meg.